# Estación de ferrocarril de Hangzhou Este
La estación de ferrocarril Hangzhou Este (Hangzhoudong) (en chino tradicional, 杭州東站; en chino simplificado, 杭州东站; pinyin, Hángzhōudōng zhàn) es una estación de ferrocarril ubicada en Hangzhou, Zhejiang, República Popular de China.
Originalmente construido como una pequeña estación en 1992 que sirve el ferrocarril Shanghai-Kunming, ha sido reconstruido como un centro ferroviario de alta velocidad, que entró en funcionamiento el 1 de julio de 2013 y se convirtió en una de las estaciones de tren más grandes de Asia.

## Historia

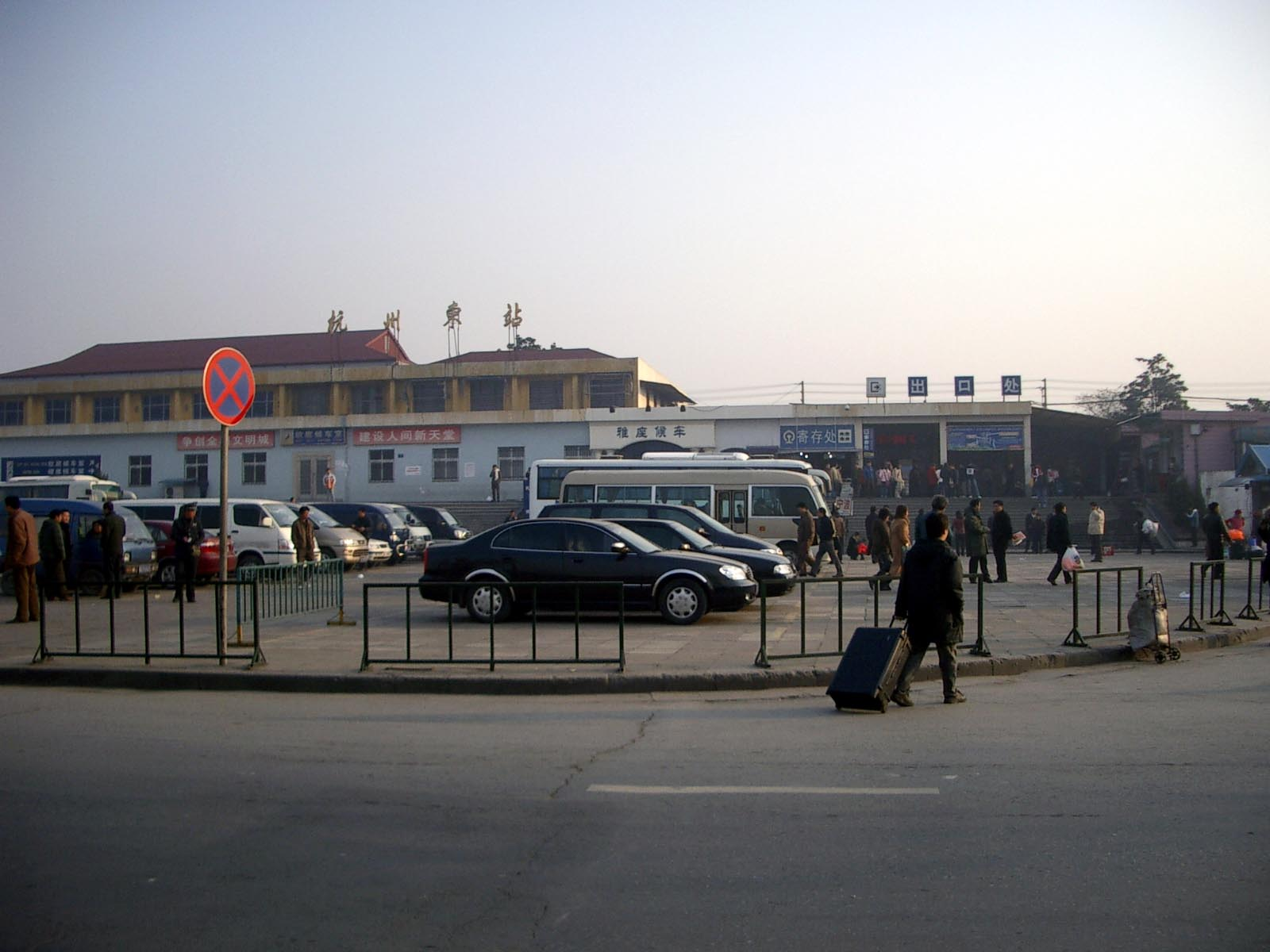
Antigua estación en 2006.

La antigua estación se abrió en 1992, ubicada en la calle Tiancheng. Fue cerrada el 20 de enero de 2010 y demolida. Sus servicios de trenes se trasladaron a la estación de Hangzhou y a la estación de Hangzhou Sur.
Se construyó una nueva estación en el sitio y se inauguró oficialmente el 1 de julio de 2013, junto con la apertura del ferrocarril de alta velocidad Hangzhou–Ningbo y el ferrocarril de pasajeros Nanjing–Hangzhou. La estación también sirve el ferrocarril de pasajeros Shanghai-Hangzhou. Cuenta con 30 vías férreas y estaciones para las líneas 1 y 4 del metro de Hangzhou. También forman parte del nuevo centro de tránsito una estación de autobuses y terminales de autobuses.